# Comodoria splendida
Comodoria splendida là một loài bướm đêm trong họ Noctuidae.